# Трегубов, Никита Михайлович
Никита Михайлович Трегубов (род. 14 февраля 1995, Красноярск, Россия) — российский скелетонист, серебряный призёр зимних Олимпийских игр 2018 года, многократный призёр чемпионатов мира и Европы, чемпион мира среди юниоров (2015, 2016, 2017, 2018). Заслуженный мастер спорта России.

## Биография
Окончил Красноярский кадетский корпус им. Александра Ивановича Лебедя в 2013 году.
Именно в Красноярске парень и начал заниматься скелетоном, когда ему было 15 лет. Хорошие физические данные и упорство в достижении цели позволили ему достаточно быстро добиться высоких результатов и завоевать место в юниорской национальной сборной.

## Карьера

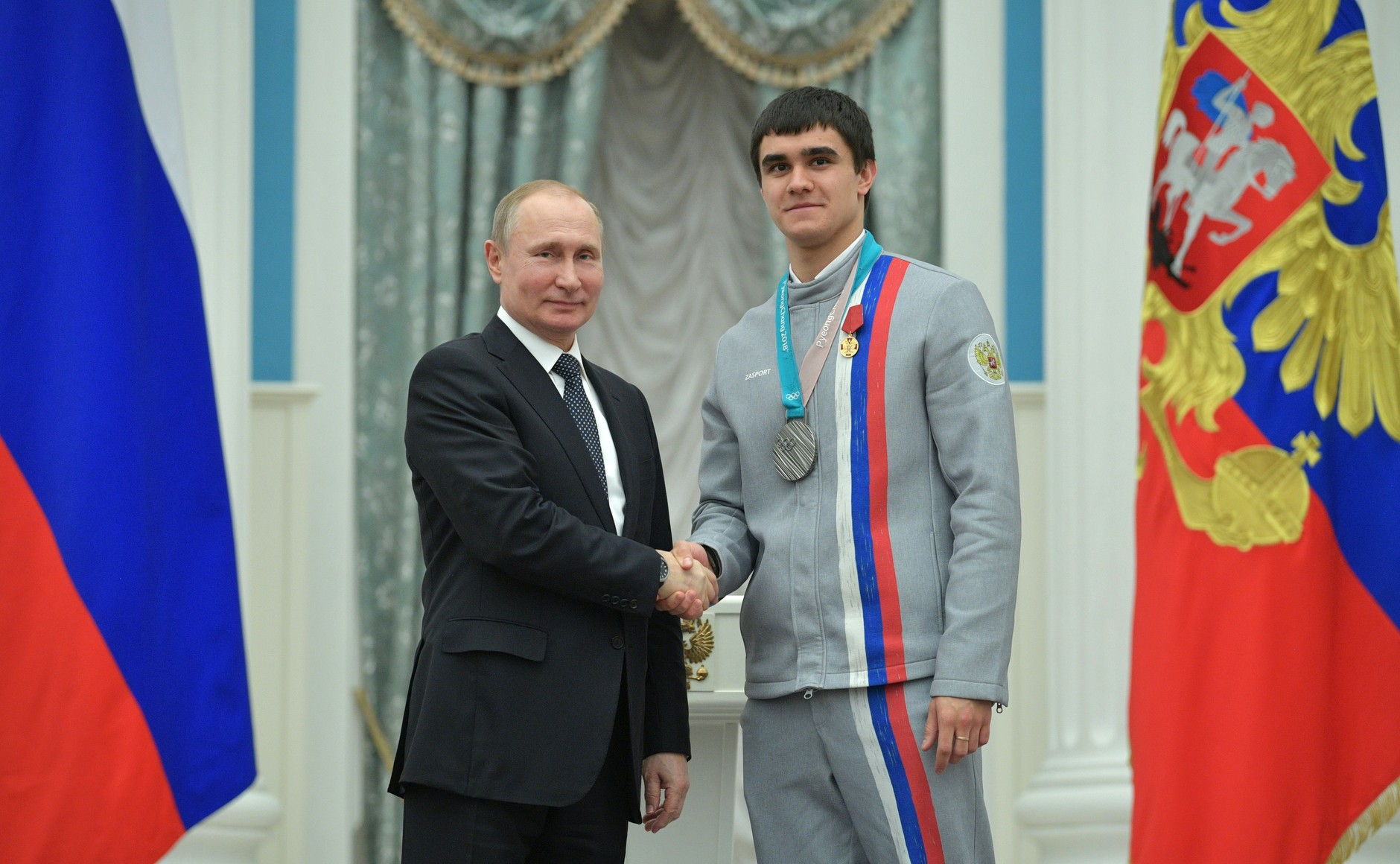
Награждение Медалью ордена За заслуги перед отечеством 1 степени,
28 февраля 2018 года

На юниорских первенствах мира-2012 в Чезане (Италия) и Иглсе (Австрия) занял восьмое место.
В сезоне-2012/2013 выступил в восьми стартах Кубка Европы. Серебряный призёр этапа Кубка Европы в Кёнигзее (Германия) в 2012 году. Занял четвёртое место в общем зачёте Кубка Европы.
Победитель юниорских первенств России в Сигулде, Латвия (2012) и в Сочи (2013).
Двукратный серебряный призёр Кубков России (2011, 2013). Девятый на чемпионате России-2012, пятый в 2013, 10-й — на зимней Спартакиаде-2012 в Сигулде.
На зимней Олимпиаде — 2014 в Сочи занял 6 позицию, обогнав многих именитых спортсменов. Для него это первые Олимпийские игры и первые соревнования такого уровня, где Никита Трегубов выступил достойно.
В 2015 году стал чемпионом мира среди юниоров, на взрослом чемпионате мира в Винтерберге занял 4-е место.
В 2016 году на этапе Кубка мира в Санкт-Морице занял 4 место, при этом завоевав бронзовую медаль на чемпионате Европы.
В 2018 году на Олимпийских Играх в Пхенчхане занял 2 место.

## Награды и звания
- Медаль ордена «За заслуги перед Отечеством» I степени (27 февраля 2018 года) — за высокие спортивные достижения на XXIII Олимпийских зимних играх 2018 года в городе Пхенчхане (Республика Корея), проявленные волю к победе, стойкость и целеустремленность[3].